# Latil
Latil was een vrachtwagenmerk uit Frankrijk.

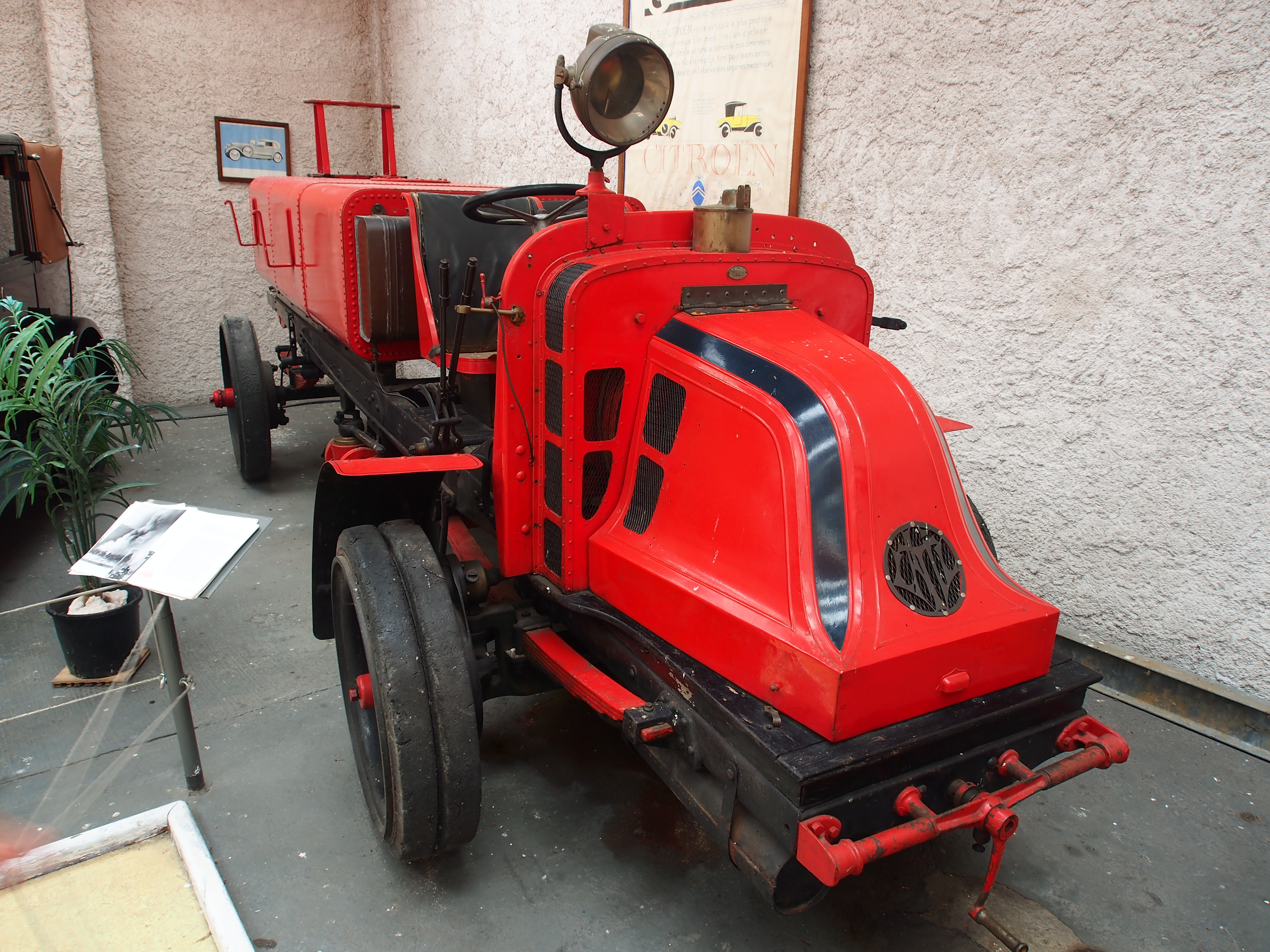
Latil brandweerwagen met de voor de Latil kenmerkende vorm van de motorkap.

Georges Latil maakte al sinds 1898 voertuigen en richtte in 1914 het bedrijf Latil op. Latil stond bekend om de productie van trekkende eenheden met aandrijving op alle wielen, iets wat in die tijd nog zeer ongebruikelijk was. Vanaf 1929 paste Latil luchtbanden toe op alle nieuwe voertuigen. 
Sinds het begin van de jaren dertig gebruikte Latil motoren van het merk Gardner. In de Tweede Wereldoorlog leverde Latil veel voertuigen aan het Franse leger. Sinds 1955 is Latil een onderdeel van Saviem.
In de jaren 1920-1930 werden verscheidene chassis van dit merk geïmporteerd en voorzien van een autobusopbouw; onder meer door Geesink voor het GVBA als trekker-opleggerbus, en Pennock voor particuliere vervoersmaatschappijen.